# Mecistocephalus momotoriensis
Mecistocephalus momotoriensis är en mångfotingart som beskrevs av Masatoshi Takakuwa 1938. Mecistocephalus momotoriensis ingår i släktet Mecistocephalus och familjen storhuvudjordkrypare. Inga underarter finns listade i Catalogue of Life.